# FDM (série télévisée)
Pour les articles homonymes, voir FDM.
F.D.M. est une série télévisée française en seize épisodes de 26 minutes, diffusée du 13 avril 1992 au 8 mai 1992 sur TF1.

## Synopsis
La série raconte les aventures de lycéens, surnommés les « F.D.M. », pour « Fouteurs De Merde », ou Fred, Dan et Madonna, les pires cancres de l'internat Henri III, et le pire cauchemar des professeurs. Ils s'opposent à une bande adverse, le GAV.

## Distribution
- François Hautessere : Fred
- Renaud Ménager : Dan
- Clothilde Baudon : Madonna

## Production
Lancée lors des vacances de Pâques de 1992, cette série qui se voulait être le Sauvés par le gong à la française, ne décrochera pas de bonnes audiences. Un mois après sa diffusion, TF1 lancera Hélène et les Garçons avec le succès d'audience sans pareille. Ce qui sonnera le glas de F.D.M. Quelques épisodes inédits seront diffusés au cours des mois suivants dans l'émission La Une est à vous.

## Épisodes
1. La maison n'accepte pas les chèques
2. Douche froide
3. Quand F.D. aime
4. Inspecteur-Chef Fouché
5. America faux rêveurs
6. Le grand communicateur
7. Le pion qui venait du froid
8. Oh ! L'autre, ça va pas mieux
9. Au Bord de la crise de nerf
10. Titre inconnu
11. Titre inconnu
12. Titre inconnu

## Générique
- Paroles : Michel Munz
- Musique : Vincent Bruley
- Édition musicale : Une musique, Babaous éditions